# Леонтије Византијски
Леонтије Византијски (†542.) је писац Расправе у три књиге против несторијеваца и евтихијеваца, у којима развија појам уипостазирања (ενυποστασις), по коме људска Христова природа нема свој сопствени аутохтони субјекат, него је уипостазирана, односно усредишњена у ипостас Логоса. Ипостасно сједињење не значи фузију природа (дисиметрија) нити, пак, однос воља. Преегзистентна ипостас Логоса поседује од Оваплоћења обе природе, које сапостоје у ипостаси, свака сачувавши своја лична својства.

## Идентит Леонтија Византијског
Многи су тако били спремни да без премишљања идентификују Леонтија са монахом који се спомиње у Кириловом Vita Sabae и који је учествовао на сабору из 536. Оно што о њему засигурно знамо је оно што он сам о себи каже у својим списима, а то је да је у млађим данима живео у Константинопољу где је био заведен од несторијанаца али га је Бог повео на дуго путовање као што је водио Израиљ кроз пустињу и дао га у руке «доброг човека» који га је обратио истини.
Иако не спада у ред највећих Отаца цркве, његови радови су допринели даљем развоју христологије, што се нарочито види при анализи дела Светог Максима Исповедника. 

## Списи
У Мињовој Патрологији (J.P. Migne, Patrologiae Graecae Cursus Completus), списи Леонтија Византијског су објављени у 86. тому (PG 86) заједно са списима једног другог Леонтија, касније названог Јерусалимски.